# La Colère du grand sphinx
La Colère du grand sphinx est le 20e album de la série de bande dessinée Papyrus de Lucien De Gieter. L'ouvrage est publié en 1997.

## Synopsis
À la recherche de Théti-Chéri, Papyrus affronte la colère du Grand Sphinx.